# 学校法人西沢学園
学校法人西沢学園（がっこうほうじんにしざわがくえん）は、大阪市北区で専修学校を運営する学校法人。

## 運営校
- 関西テレビ電気専門学校
- 大阪コンピュータ専門学校
- 大阪建設専門学校
- メディカルエステ専門学校
- ニシザワワインスクール

## 沿革
出典：
- 1945年 - 「関西ラジオ技術学校」が各種学校（旧83条校）として開校
- 1953年 - 関西ラジオ技術学校が「関西ラジオ・テレビ技術学校」に改称
- 1961年 - 関西ラジオ・テレビ技術学校が「関西テレビ技術専門学校」に改称
- 1968年 - 「大阪コンピュータ専門学校」が開校
- 1969年 - 「大阪建設専門学校」が開校
- 1976年 - 関西テレビ技術専門学校が「関西テレビ電気専門学校」に改称、大阪コンピュータ専門学校・大阪建設専門学校ともに改正学校教育法に新設された専修学校に移行
- 2004年 - 「メディカルエステ専門学校」が開校
- 2007年 - 「ニシザワワインスクール」が開校

## 基礎データ
出典：

### 所在地
- 西沢学園 本部校舎（大阪市北区南扇町3）

### アクセス
- JR大阪環状線ほか 大阪駅から徒歩15分
- JR大阪環状線 天満駅から徒歩7分
- Osaka Metro堺筋線・谷町線 南森町駅から徒歩7分
- Osaka Metro堺筋線 扇町駅から徒歩2分

## CM
- 新コスモス編[3]
- 48年の伝統編（1993年[4]） - 出演：アダ・マウロ[5]
- 50年の伝統編（1995年[4]） - 出演：アダ・マウロ[6]
- インスト編[7]
- ナマズ編[8]
- メディカルエステ専門学校編[9]
- ナマちゃん篇 改訂版（2021年[10]）